# لايلي إي. دوجلاس
لايلي إي. دوجلاس (بالإنجليزية: Lyle E. Douglass)‏ هو عسكري وسياسي أمريكي، ولد في 10 مارس 1888، وتوفي في 23 ديسمبر 1943. حزبياً، نشط في الحزب الجمهوري. وقد انتخب عضو جمعية ولاية ويسكونسن.